# Esteban II de Antioquía
Esteban II de Antioquía fue el patriarca de Antioquía entre 490 y 495 d. C., durante la controversia monofisista. Nada más se sabe sobre este clérigo, salvo que también era un calcedoniano. Sucedió en el trono de Antioquía del Orontes al patriarca Juan II.
Tras él reinaron Esteban III y Calandiono, en un momento de la Iglesia dominado por el papado de Félix III (483-492).
| Predecesor: Juan II de Antioquía | Arzobispo de Antioquía 490 – 495 | Sucesor: Esteban III de Antioquía |